# Sylvia Hitchcock
Sylvia Louise Hitchcock (31 de enero de 1946, Haverhill, Massachusetts - 15 de agosto de 2015) fue una modelo, actriz y reina de belleza estadounidense.  
Fue ganadora siendo Miss Alabama Estados Unidos, Miss Estados Unidos y Miss Universo 1967.
En 2016 participó del documental Beneath the Crown, junto con Susan Gallagher.
Hitchcock contrajo matrimonio con William Carson, tuvieron tres hijos, Jonathan, Christianne y Will Carson Hitchcock.
Falleció el 15 de agosto del año 2015 a los 69 años, en Miami. 